# Communauté de communes de la Région de Givry-en-Argonne
Die Communauté de communes de la Région de Givry en Argonne ist ein ehemaliger französischer Gemeindeverband (Communauté de communes) im Département Marne und der Region Champagne-Ardenne. Er wurde am 31. Dezember 1992 von 15 Gemeinden gegründet. 1996/97 traten vier weitere Gemeinden bei.
Mit Wirkung vom 1. Januar 2014 fusionierte der Gemeindeverband mit der Communauté de communes de la Région de Sainte-Menehould und der Communauté de communes du Canton de Ville-sur-Tourbe und bildete damit die neue Communauté de communes de l’Argonne Champenoise.

## Ehemalige Mitgliedsgemeinden
- Auve
- Belval-en-Argonne
- Contault
- Dommartin-Varimont
- Dampierre-le-Château
- Éclaires
- Épense
- Givry-en-Argonne
- La Neuville-aux-Bois
- Le Châtelier
- Le Chemin
- Le Vieil-Dampierre
- Noirlieu
- Rapsécourt
- Remicourt
- Saint-Mard-sur-Auve
- Saint-Mard-sur-le-Mont
- Sivry-Ante
- Somme-Yèvre